# Elektrooptischer Effekt
Der elektrooptische Effekt beschreibt die Abhängigkeit des Brechungsindex eines Mediums von einem äußeren elektrischen Feld.
Die Abhängigkeit des Brechungsindex von der elektrischen Feldstärke {\displaystyle E} kann man durch eine Taylorreihe darstellen:
{\displaystyle n(E)\;=\;n_{0}+S_{1}\cdot E+S_{2}\cdot E^{2}+\dots }
Dabei ist {\displaystyle n_{0}} der Brechungsindex bei Abwesenheit eines Feldes:
{\displaystyle n_{0}=n(E=0)}
- Ist {\displaystyle S_{1}\neq 0}, so spricht man vom linearen elektrooptischen Effekt oder Pockels-Effekt. {\displaystyle S_{2}\,E^{2}} ist dann relativ zu {\displaystyle S_{1}\,E} vernachlässigbar klein, außer für extrem hohe elektrische Felder.
- Ist {\displaystyle S_{1}=0} und {\displaystyle S_{2}\neq 0}, so spricht man vom quadratischen elektrooptischen Effekt oder Kerr-Effekt.